# Haus Warsberg

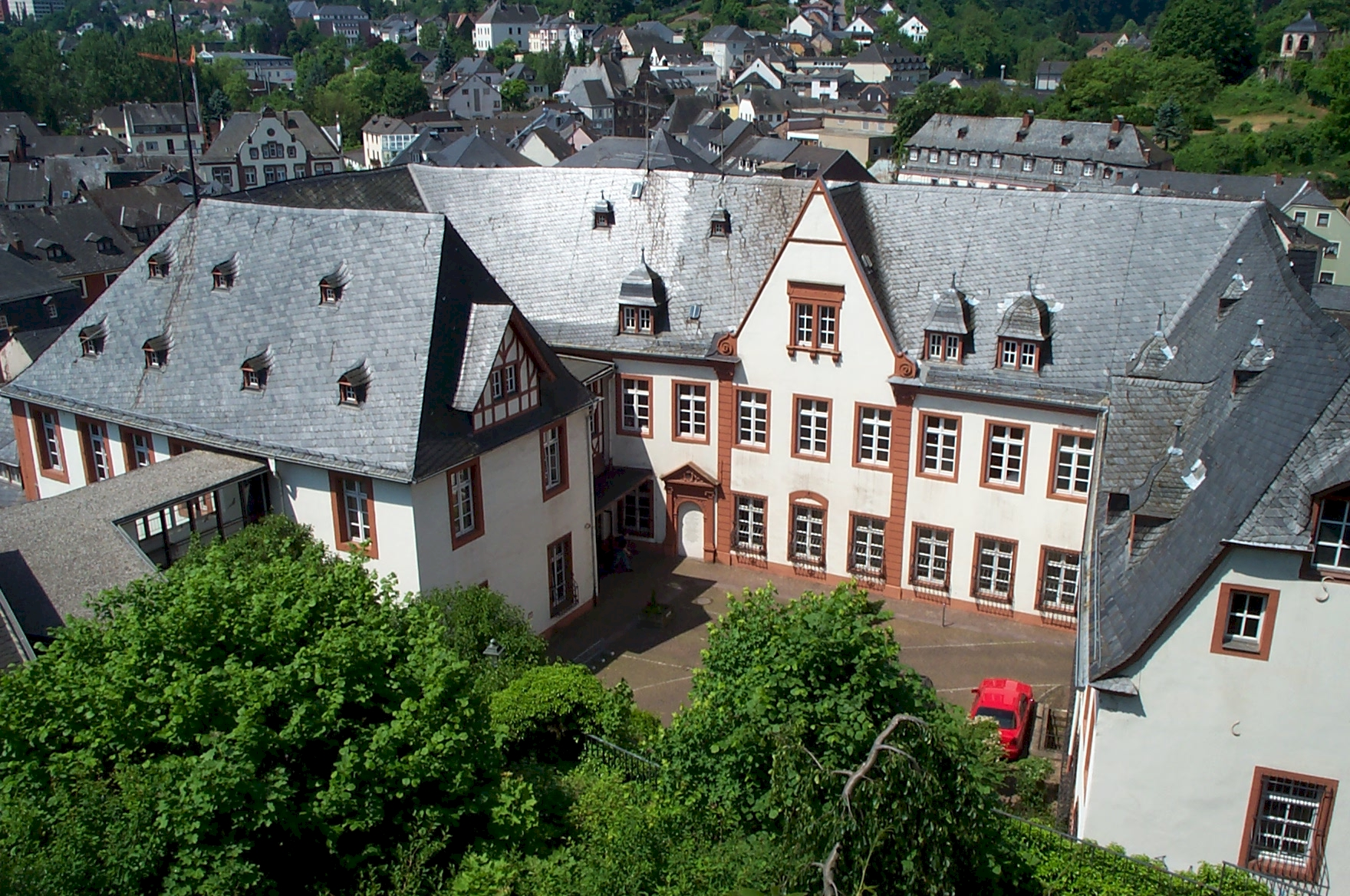
Haus Warsberg in Saarburg

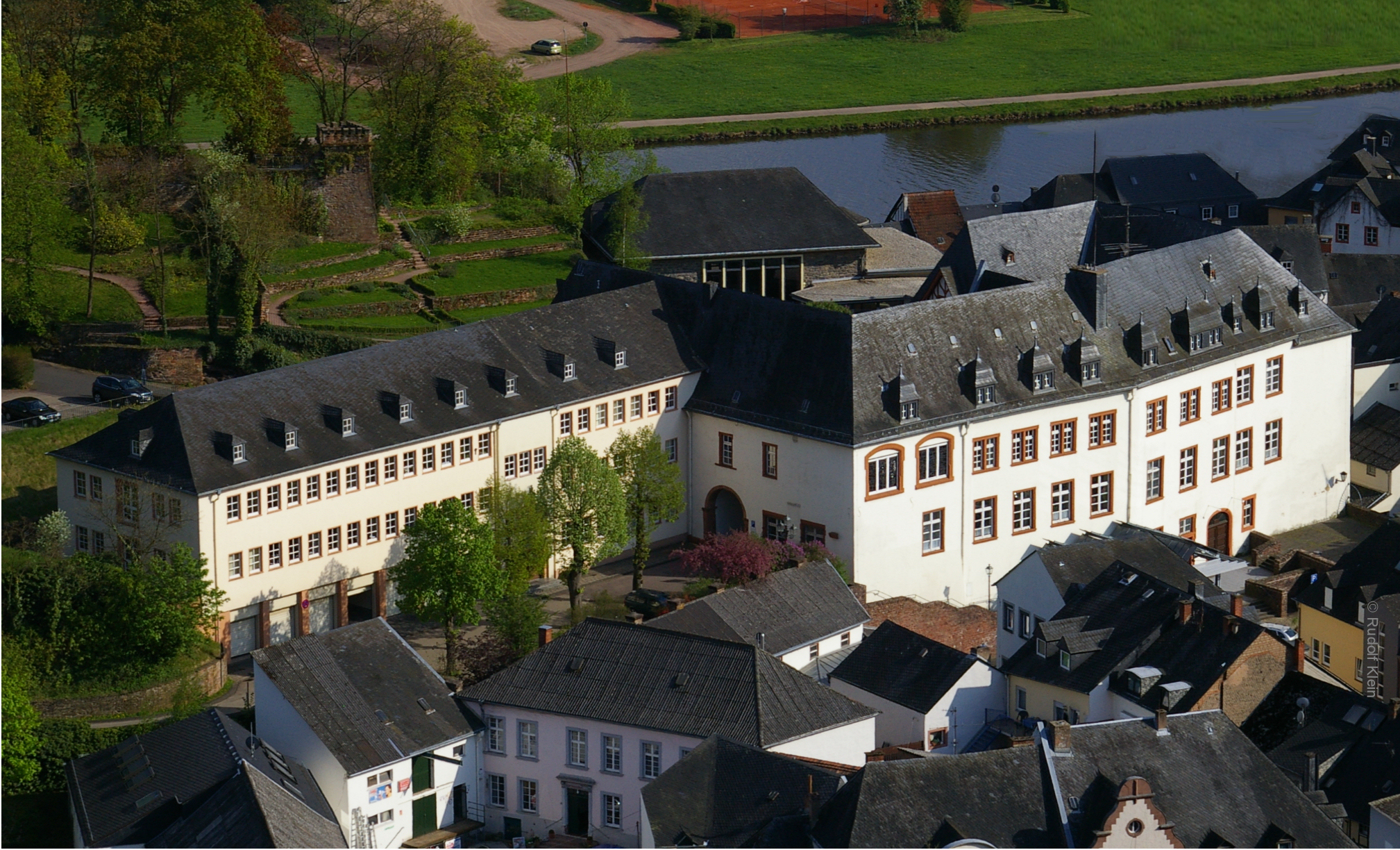
Haus Warsberg, Nordansicht mit Landratsgarten und Turm Belvedere im Hintergrund

Das Haus Warsberg ist ein historischer und unter Denkmalschutz stehender Gebäudekomplex in Saarburg.

## Geschichte
Der Gebäudekomplex geht auf das aus dem 14. Jahrhundert stammende Burgmannenhaus der Familie von der Leyen zurück.
1557 übertrug Erzbischof und Kurfürst Johann VI. von der Leyen das Gebäude an die Familie von Warsberg. Durch neun Generationen stand die Familie von Warsberg in kurtrierischen und später in preußischen Diensten. Unter der Familie von Warsberg entstand zwischen 1599 und 1712 der heute noch vorhandene Gebäudekomplex mit seinen vier Gebäudeflügeln.
Das Landratsamt Saarburg mietete 1847 erstmals Diensträume als „Kreisständisches Lokal“ im Warsberghaus. 1865 erwarb der Kreis den südöstlichen Flügel des Gebäudes als Landratswohnung und 1903 den restlichen Gebäudekomplex. Ab 1900 erfolgte nach Plänen des Kreisbaumeisters Karl Flacke der Umbau zum Landratsamt.
1895 wurde im angrenzenden Landratsgarten eine „Turmbelvedere“ errichtet, von der sich ein sehr guter Blick auf Saarburg bietet.
Nach Auflösung des Landkreises Saarburg wurde das Warsberghaus im Jahre 1971 Sitz der Verbandsgemeindeverwaltung Saarburg.
Am 19. August 2018 kam es im Dachstuhl von Haus Warsberg zu einem Brand, der große Teile des Gebäudes zerstört hat. Das Gebäude ist dadurch (Stand: 20. August 2018) zu großen Teilen unbenutzbar. Nach Angaben von Verbandsbürgermeister Jürgen Dixius werde der Wiederaufbau wohl einige Jahre brauchen. Nach ursprünglichen Planungen sollte zum 1. Januar 2019 die Verwaltung der neu gebildeten Verbandsgemeinde Saarburg-Kell im Haus Warsberg untergebracht werden.